# Ягуби, Нуреддин
Нуреддин Ягуби (араб. نور الدين اليعقوبي‎; род. 8 января 1974) — алжирский дзюдоист, представитель лёгкой весовой категории. Выступал за национальную сборную Алжира по дзюдо в период 1994—2009 годов, трёхкратный чемпион Африки, бронзовый призёр Всеафриканских игр, обладатель двух бронзовых медалей Средиземноморских игр, победитель и призёр многих турниров национального и международного значения, участник двух летних Олимпийских игр.

## Биография
Нуреддин Ягуби родился 8 января 1974 года.
Впервые заявил о себе в дзюдо на международной арене в сезоне 1994 года, выступив на юниорском мировом первенстве в Каире. Год спустя вошёл в основной состав алжирской национальной сборной и выступил на чемпионате мира в Тибе.
В 1997 году в зачёте лёгкой весовой категории одержал победу на чемпионате Африки в Касабланке, стал вторым на международном турнире в Сассари.
В 1998 году победил на Кубке мира в Риме, выиграл серебряную медаль на Всемирном военном чемпионате в Санкт-Петербурге, взял бронзу на африканском первенстве в Дакаре.
На Всеафриканских играх 1999 года в Йоханнесбурге получил бронзу в лёгком весе, кроме того, стал бронзовым призёром на Кубке мира в Праге, выступил на мировом первенстве в Бирмингеме.
В 2000 году завоевал золотую медаль на домашнем чемпионате Африки в Алжире и благодаря череде удачных выступлений удостоился права защищать честь страны на летних Олимпийских играх в Сиднее. В категории до 73 кг провёл в общей сложности четыре поединка, из которых два выиграл и два проиграл.
В 2001 году был лучшим на чемпионате Африки в Триполи, на международных турнирах в Тунисе и Корридонии, выиграл бронзовую медаль на Средиземноморских играх в Тунисе, выступил на мировом первенстве в Мюнхене, где на стадии четвертьфиналов был остановлен японцем Юсукэ Канамару.
На африканском первенстве 2002 года в Каире дошёл до финала и получил серебряную награду.
Боролся на чемпионате мира 2003 года в Осаке, отметился победой на международном турнире в Марселе.
На чемпионате Африки 2004 года в Тунисе взял серебро. Благополучно прошёл отбор на Олимпийские игры в Афинах, здесь одолел первого соперника по турнирной сетке категории до 73 кг, однако во втором поединке потерпел поражение от представителя Украины Геннадия Белодела и лишился всяких шансов на попадание в число призёров.
После афинской Олимпиады Ягуби остался в составе дзюдоистской команды Алжира и продолжил принимать участие в крупнейших международных соревнованиях. Так, в 2005 году он выиграл бронзовую медаль на Средиземноморских играх в Альмерии, побывал на мировом первенстве в Каире.
В 2006 году принял участие в Суперкубке мира в Париже.
В 2008 году взял бронзу на международном турнире в Труа.
Последний раз показывал сколько-нибудь значимые результаты на международной арене в сезоне 2009 года, когда завоевал бронзовую медаль на чемпионате Африки в Маврикии. Вскоре по окончании этих соревнований принял решение завершить спортивную карьеру.